# 布莱巴赫
布莱巴赫是德国巴伐利亚州的一个市镇。总面积17.02平方公里，总人口1980人，其中男性984人，女性996人（2011年12月31日），人口密度116人/平方公里。